# Иоанн (Островский)
Епи́скоп Иоа́нн (Островский; ок. 1734, Васильков, Киевская губерния — 24 декабря 1801 (5 января 1802)) — епископ Русской православной церкви, епископ Пермский и Екатеринбургский.

## Биография
Родился в городе Василькове Киевской губернии в семье мещанина.
С 1754 года обучался в Киевской духовной академии, по окончании курса которой оставлен в ней учителем латинского языка, философии и богословских наук.
В духовной академии пострижен в монашество.
В 1768 году возведён во игумена Киевского Петропавловского монастыря.
С 1774 года — префект Киевской духовной академии.
С 6 (17) января 1785 года — архимандрит Гамалеевского Рождество-Богородицкого монастыря Черниговской епархии.
С 15 (26) марта 1789 года — архимандрит Коломенского Голутвина Богоявленского монастыря (Московской епархии).
В 1793 году архимандрит Иоанн назначен ректором Коломенской семинарии.
С 6 (17) мая 1795 года — ректор Новгородской духовной семинарии и настоятель Новгородского Антониева монастыря.
с 25 августа (5 сентября) 1796 года — Новгородского Юрьева монастыря.
с 10 (21) сентября 1797 года — Спасо-Преображенского монастыря в Новгороде-Северском Черниговской епархии.
с 31 декабря 1797 (11 января 1798) года — повторно Новгородского Антониева монастыря.
С 10 (21) ноября 1798 года — Калязинского Макариева-Троицкого монастыря Тверской епархии.
5 (16) февраля 1800 года хиротонисан во епископа Пермского и Екатеринбургского восстановленной в 1799 году Пермской епархии.
Ревностно взялся за устройство своей епархии. При епископе была учреждена духовная консистория — канцелярия по управлению епархией.
В Пермь преосвященный Иоанн прибыл 29 февраля (12 марта) 1800 года. 4 марта служил литургию в Петро-Павловском соборе, в тот же день была учреждена духовная консистория, в которую входили Соликамский игумен Никандр, протоиерей Федот Будрин, протоиерей Никифор Пономарев, священник Гавриил Сапожников, священник Николай Коровин. На следующий день они были приведены к присяге в Петро-Павловском соборе. 16 (28) марта 1800 года в Петро-Павловском соборе состоялось торжественное открытие Пермской епархии.
Вскоре после приезда в Пермь преосвященный Иоанн распорядился о перестройке Петро-Павловского собора, вновь перестроенный он был освящён 20 октября (1 ноября) 1801 года. В мае все священники епархии были подвергнуты епископом Иоанном личному испытанию на соответствие занимаемым должностям, в отношении нерадивых были предприняты довольно строгие меры.
11 (23) ноября 1801 года были открыты Духовное Училище и первые классы Пермской Духовной Семинарии в деревянном доме канцеляриста Св. Синода Медведева, дом он, кстати, подарил. В число воспитанников семинарии поступило 20 человек из Вятской духовной семинарии, в числе которых был уроженец Пермской губернии Иаков Максимович Сельнокринов-Коровин, будущий Архиепископ Иннокентий, 14 — из Тобольской, 118 — вновь принято. 15 июля следующего года в Пермской духовной семинарии было уже 339 учащихся. Преподаватели были приглашены из Вятской и Тобольской семинарий. Воспитанники изучали: философию, риторику, поэзию, гражданскую историю, краткую св. историю, краткий катехизис, географию, арифметику, русский, греческий и латинский языки. Из книжной лавки московского купца Глазунова было выписано книг на сумму более 1000 рублей для создания фундаментальной семинарской библиотеки, для продажи учащимся и для раздачи беднейшим из них.
Скончался он 24 декабря 1801 (5 января 1802) года от апоплексического удара (инсульта). Погребён в Пермском кафедральном соборе.